# Los Tipitos
Los Tipitos este o formație argentiniană de rock din Mar del Plata. Membrii formației sunt:
- Walter Piancioli
- Raúl Ruffino
- Federico Bugallo
- Pablo Tévez

## Discografie
- Los Tipitos (1996).
- ¿Quién va a garpar todo esto? (Volumen 1) (1998).
- Jingle Bells (EP) (1998).
- Cocrouchis (1999).
- Vintage (2001).
- Contra los molinos (2002).
- ¿Quién va a garpar todo esto? (Volumen 2) (2002).
- Armando Camaleón (2004).
- Primera Grabación (2005).
- Tan Real (2007).
- El club de los martes (2010).
- Grandes éxitos (2010).
- Push (2013).
- Ojos tremendos (2016).
- Rock nacional (2017)